# Stumpffia miery
Stumpffia miery es una especie de anfibio anuro de la familia Microhylidae. Esta rana es endémica de una pequeña zona en el centro-este de Madagascar en las cercanías del parque nacional de Ranomafana. Habita entre la hojarasca de bosques primarios y secundarios, y también se ha encontrado en plantaciones. Se cree que como en otras especies de su género, sus renacuajos se desarrollan en nidos de espuma en el suelo y no se alimentan durante esa fase. Está en peligro de extinción debido a la deforestación causada por las actividades humanas de los bosques que habita.

## Publicación original
- Ndriantsoa, Riemann, Vences, Klages, Raminosoa, Rödel & Glos, 2013 : A new Stumpffia (Amphibia: Anura: Microhylidae) from the Ranomafana region, south-eastern Madagascar. Zootaxa, n.º 3636, p. 575-588.